# Olivier Roux (homme politique)
Olivier Roux, né le 10 juillet 1909 et mort le 14 octobre 1995, est un homme politique français.

## Biographie
En 1960, il participe à la fondation du Front national pour l'Algérie française.

## Détail des fonctions et des mandats
Mandat parlementaire
- 3 octobre 1983 - 1er octobre 1992 : Sénateur des Français établis hors de France